# Самбірський провулок (Київ)
Самбі́рський прову́лок — провулок у Голосіївському районі міста Києва, селище Мишоловка. Пролягає від вулиці Академіка Кащенка до яру.

## Історія
Відомий від початку XX століття як провулок без назви. У 1920–50-ті роки мав назву Самбурський провулок, від розташованого неподалік урочища Самбурки. Сучасна назва вживається з 1960-х років.